# 皮革自豪之旗

皮革自豪之旗

《皮革自豪之旗》（Leather Pride flag），是皮革次文化的象征，同時亦被廣泛使用到捆綁虐待上。
此旗由Tony DeBlase設計。他於1999年5月28日首次在美國伊利諾斯州的「芝加哥國際皮革先生活動」上介紹了這面旗。這面旗最初原型現在被陳列於芝加哥皮革檔案博物館（Leather Archives and Museum）。雖然此旗在同性戀社群中很普遍地被使用，但它並不單指同性戀，而是代表著整個皮革社群。

根據DeBlase先生在《Drummer》雜誌的現代社論記述：
旗是由九條同寬水平條紋組成。由上而下以及由下而上，條紋以黑與皇家藍間隔排列，最中間的一條爲白色。左上角有一紅心。我會留給觀衆去解釋顔色及意義。

編輯亦記錄下：
「Desmodus Inc.」（DeBlade的公司，當時出版《Drummer》雜誌）擁有設計版權。任何人要用此旗作商業用途必須獲得書面允許。無論如何，我們很歡迎皮革社群在旗幟、橫幅標語、襟章及印刷物等方面使用這個設計。免費派發、出售或用於提高有助於皮革男女的非牟利性基金。在這些用途上無需獲得許可，但我們非常希望你能通知我們你把這個設計用於什麽地方。如果可以的話，給我們寄個樣本。
無論如何，這些限制看來並非強制執行的。的確，有很多實例證明皮革自豪之旗的設計被用作純商業目的。它“或許”已經被發放到公衆領域。
這面旗的別名叫「藍與黑有愛」（Black and Blue with Love）。